# Њупорт (Њу Хемпшир)
Њупорт (енгл. Newport) насељено је место без административног статуса у америчкој савезној држави Њу Хемпшир.

## Демографија
По попису из 2010. године број становника је 4.769, што је 761 (19,0%) становника више него 2000. године.
| Група             | 2000.         | 2010.         |
| Белци             | 3.915 (97,7%) | 4.590 (96,2%) |
| Афроамериканци    | 9 (0,2%)      | 12 (0,3%)     |
| Азијати           | 7 (0,2%)      | 22 (0,5%)     |
| Хиспаноамериканци | 18 (0,4%)     | 52 (1,1%)     |
| Укупно            | 4.008         | 4.769         |